# Боботов, Сергей Васильевич
Сергей Васильевич Боботов (родился 10 марта 1928 года, Кошерово, Бронницкий уезд, Московская губерния, РСФСР, СССР — 4 января 2001 года, Москва, Россия) — советский и российский правовед, социолог права, профессор.
Сергей Боботов написал ряд монографий на тему зарубежной юстиции, социологии зарубежного права, а также несколько работ на тему суда присяжных.

## Биография
Сергей Боботов родился в деревне Кошерово Бронницкого уезда Московской губернии, в 1952 году закончил Московский государственный институт международных отношений.
В 1964 году защитил кандидатскую диссертацию на тему «Французская уголовная юстиция Пятой республики», научным руководителем Боботова был член-корреспондент Академии наук СССР Михаил Соломонович Строгович. В том же году поступил на работу в Всесоюзный научно-исследовательский институт советского законодательства.
В 1967 году перешел на работу в Институт государства и права Академии наук СССР.
Под руководством Сергея Васильевича Боботова подготовил кандидатскую диссертацию доктор юридических наук, профессор, ректор Российского государственного университета правосудия Валентин Валентинович Ершов.
С 1998 года работал в Российской академии правосудия, где в 1979 году защитил докторскую диссертацию на тему «Социальный механизм буржуазной уголовной юстиции».
Сергей Васильевич Боботов умер 4 января 2001 года.

## Публикации
- Боботов С.В., Завадский С., Казимирчук В.П., Лебедев М.П., Павлов И.В., Сафаров Р.А., Селюков Ф.Т., Шнейдер Х.Х.  / Казимирчук В.П., Павлов И.В.. — Москва: Юридическая литература, 1971. — 269 с.
- Боботов С.В. Буржуазная социология права. — Москва: Юридическая литература, 1978. — 224 с.
- Боботов С.В. Буржуазная юстиция. Состояние и перспективы развития / Яковлев А.М.. — Наука, 1989. — 253 с.
- Боботов С.В., Чистяков Н.Ф. Суд присяжных: история и современность. — Москва: Манускрипт, 1992. — 149 с.
- Боботов С.В. Откуда пришел к нам суд присяжных?: англосаксонская модель. — Москва: Российская правовая академия МЮ РФ, 1994. — 56 с.
- Боботов С.В., Жигачев И.Ю. Введение в правовую систему США. — Москва: Норма, 1997. — 333 с.
- Боботов С.В. Наполеон Бонапарт – реформатор и законодатель. – М., 1998. С. – 208